# Tectita
Les tectites (del grec tektos, 'fos'; de vegades escrit tectita) són objectes de vidre natural d'uns quants centímetres de mida (si són mil·limètriques s'anomenen microtectites) que, segons la majoria de científics, es formaren per l'impacte de grans meteorits contra la superfície de la Terra. Les tectites són el mineral més sec conegut, amb un contingut mitjà d'aigua del 0,005%. Això és molt estrany, car la majoria dels cràters on es pogueren formar les tectites es trobaven sota l'aigua abans de l'impacte. També s'ha descobert zirconi parcialment fos sota algunes tectites. Això, juntament amb el seu minúscul contingut d'aigua, suggereix que les tectites es formen en unes condicions de temperatura i pressió excepcionals. Van ser anomenades així per Franz Eduard Suess, fill d'Eduard Suess.